# Włodzimierz Braniecki
Włodzimierz Braniecki (pseud. lit. BRAN, ur. 20 sierpnia 1934, zm. 15 grudnia 2015 w Poznaniu) – polski dziennikarz i działacz kulturalny. Związany przede wszystkim z Głosem Wielkopolskim.

## Życiorys
Absolwent I Liceum Ogólnokształcącego im. Karola Marcinkowskiego w Poznaniu oraz polonistyki na Uniwersytecie im. Adama Mickiewicza. W 1973 założył Galerię Nową przy poznańskim Teatrze Nowym (istniała tam do 1989, a w 1999 jego żona - Katarzyna wznowiła jej działalność przy ul. Mielżyńskiego). W 1974, wspólnie z Izabellą Cywińską, zainicjował przyznawanie Medali Młodej Sztuki (nagroda Głosu Wielkopolskiego). Również z Cywińską napisał scenariusz sztuki Oskarżony: Czerwiec pięćdziesiąt sześć. Był przyjacielem Kazimiery Iłłakowiczówny i po jej śmierci w 1983 uhonorował jej pamięć tworząc Ogólnopolską Nagrodę Poetycką im. Kazimiery Iłłakowiczówny (za najlepszy książkowy debiut poetycki roku). Napisał kilka książek, m.in. Alfabet Brana, Ze Skrzydlatym po Poznaniu i gdzie indziej, Jaskółka w Farze, Szczun: z Filipem Bajonem o Poznaniu, o jego wielkopolskiej trylogii filmowej rozmowy prawie o wszystkim oraz Cud przemiany. Z 30-lecia ruchu Anonimowych Alkoholików w Polsce.
Oprócz Głosu Wielkopolskiego pisywał też m.in. w tygodniku Wyboje. Wydawał też, wespół z Bogusławą Latawiec, Arkusz - kulturalno-literacki dodatek do Głosu Wielkopolskiego.
Został pochowany na Cmentarzu Junikowo w Poznaniu.